# Rhipidia (Rhipidia) mordax
Rhipidia (Rhipidia) mordax is een tweevleugelige uit de familie steltmuggen (Limoniidae). De soort komt voor in het Neotropisch gebied.